# Torment of Transformation
Torment of Transformation ist das dritte Studioalbum der deutschen Thrash-Metal- und Crossover-Band Rostok Vampires. Es erschien im Jahr 1991 bei Nuclear Blast.

## Hintergrund und Veröffentlichungen
Das Album wurde im August 1991 im Vielklang Studio in Berlin aufgenommen und von Matthias Schneeberger gemixt. Die Band war wieder selbst als Produzent tätig, das Engineering besorgte Stefan Gross. Es war die bis heute letzte Zusammenarbeit der Rostok Vampires mit Nuclear Blast, in deren Katalog das Album die Nr. 53 trägt. Torment of Transformation erschien als Vinyl-Testpressung, LP, und CD. Auch SPV vertrieb die Platte. Es ist zugleich die einzige Veröffentlichung der Gruppe als Quartett.
Crash - Tour wird im Booklet-Faltblatt der CD-Version als Crash Tour, In Between Boys and Toys als In Between Boys 'N' Toys und Angery als Angery (Including the Enigma of C.J.) geführt.
Die CD enthält mit When I Pray und dem Motörhead-Cover Stone Dead Forever zwei zusätzliche Stücke. 1993 veröffentlichten die Rostok Vampires außerdem die EP Stone Dead Forever, auf der neben dem Titelstück auch The Instance und Avoid zu hören waren.

## Titelliste
1. In Dad's House – 0:39
2. The Instance – 3:13
3. I Don't Want It – 1:26
4. Avoid – 3:45
5. I'm Bored – 1:09
6. The Torment – 4:13
7. Crash - Tour – 3:51
8. In Between Boys and Toys – 3:54
9. In and Out – 3:19
10. Hate Is Not the Answer – 3:34
11. Angery – 2:53
12. Distrust – 2:37
13. Strange Conditions – 2:53
14. When I Pray – 1:06
15. Stone Dead Forever – 3:43

Bis auf Stone Dead Forever sind die Lieder Gemeinschaftskompositionen der Gruppe.

## Musik und Texte
Wie auch auf vorherigen Aufnahmen ist die Musik stark vom Thrash Metal und US-amerikanischen Hardcore Punk geprägt, wobei wieder regelmäßig Gitarrensoli und Breaks eingearbeitet werden. When I Pray sowie Stone Dead Forever sind durchgehend schnell, ähnliches gilt annähernd für The Instance, I'm Bored, The Torment und Distrust. Avoid und In and Out weisen hingegen einen langsamen, schleppenden Stil auf, Crash - Tour ist stark stakkato- und In Between Boys and Toys rhythmusgeprägt. Die meisten Stücke variieren im Tempo und enthalten oftmals genretypische Breaks.
Die Texte sind oftmals metaphorisch und beinhalten im Gegensatz zum Vorgängeralbum auch persönliche Themen wie das Appellieren an die eigene Standhaftigkeit (The Instance), das Überwinden von Hass (Hate Is Not the Answer) oder private Gebetserfahrungen, die ohne organisierte Religion praktiziert werden (When I Pray). Gesellschaftliche Aspekte finden sich z. B. in der Kritik an konsumorientierten Lebensweisen (In Between Boys and Toys), dem Misstrauen gegenüber Autoritäten (Distrust) oder der zwangsweisen Anpassung in der Arbeitswelt (Strange Conditions).

## Gestaltung
Das Cover zeigt zwei aus Hydraulikschläuchen und anderen Teilen zusammengesetzte Plastiken, wobei je zwei Schlauchanschlüsse montiert sind, die wie Augen oder Kameraobjektive wirken. Der Bandname und ihr Logo, die Silhouette einer Fledermaus vor einer Mondsichel, befinden sich in der rechten oberen und der Albumtitel in Großbuchstaben in der linken unteren Bildecke. Beschriftung und Logo sind in hellgrün gehalten.
Auf dem Backcover sind eine verschwommene Nahaufnahme zweier Schlauchanschlüsse, ein Bandfoto, die Titelliste und die Credits zu sehen.
Das CD-Booklet enthält das Bandlogo und die Texte, ausgenommen den von Stone Dead Forever.

## Rezensionen
Thomas Kupfer vergab im Rock Hard Nr. 57 acht von zehn möglichen Punkten und verglich die Band mit Ministry und Suicidal Tendencies.
Die Durchschnittsbewertung auf Discogs liegt bei 3,86 von 5 möglichen Punkten, verteilt auf 7 Bewertungen, und auf Rate Your Music bei 3,46 von 5 Punkten, berechnet aus 9 Rezensionen.